# 圣马克斯
圣马克斯（法語：Saint-Max，法語發音：[sɛ̃ maks]）是法国默尔特-摩泽尔省的一个市镇，位于南锡市区东北，属于南锡区。

## 地理
圣马克斯（48°42'4"N, 6°12'24"E）面积1.85 平方千米，位于法国大東部大區默尔特-摩泽尔省，该省份为法国东北部内陆省份，是洛林的一部分，北邻比利时、卢森堡，北起顺时针与摩泽尔省、下莱茵省、孚日省和默兹省接壤。
与圣马克斯接壤的市镇（或旧市镇、城区）包括：马尔泽维尔、多马尔特蒙、埃塞莱南锡、南锡、通布莱讷。

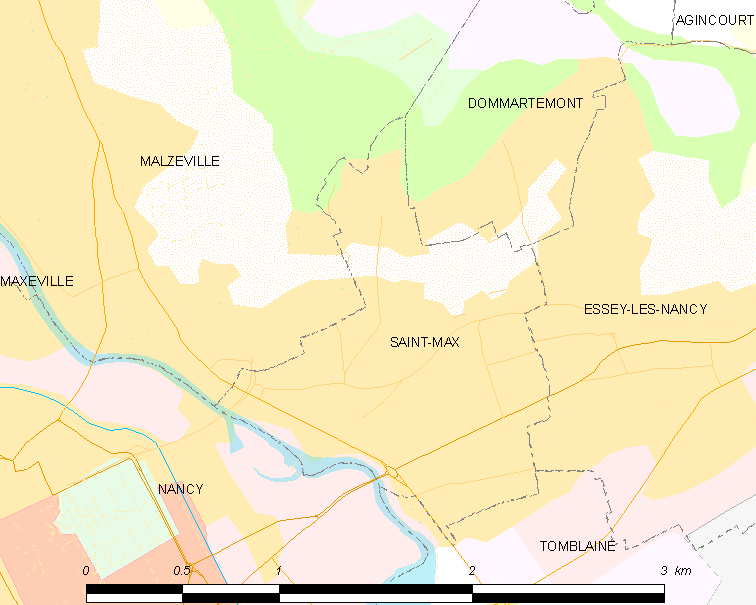
圣马克斯的OSM定位图

圣马克斯的时区为UTC+01:00、UTC+02:00（夏令时）。

## 行政
圣马克斯的邮政编码为54130，INSEE市镇编码为54482。

## 政治
圣马克斯所属的省级选区为圣马克斯县。

## 人口

1962-2008年间圣马克斯人口变化图示

圣马克斯于2022年1月1日时的人口数量为10100人。